# گتیک، شیراک
گتیک (به ارمنی: Գետիկ) یک روستا در ارمنستان است که در استان شیراک واقع شده‌است. گتیک در  کیلومتری شمال گیومری، مرکز استان شیراک واقع شده است.

## خصوصیات
گتیک نفر جمعیت دارد و در ارتفاع  متر بالاتر از سطح دریا قرار گرفته است.